# Női jégkorongtorna a 2010. évi téli olimpiai játékokon
A 2010. évi téli olimpiai játékokon a női jégkorongtornát Vancouver két csarnokában rendezték meg február 13. és 25. között. A tornán a Nemzetközi Jégkorongszövetség által készített 2008-as világranglista első hat helyezettje, valamint az olimpiai selejtezőtornák győztesei vehettek részt.

## Csoportkör
A nyolc csapatot két darab négyes csoportba osztották be az alábbi módon (zárójelben a csapat világranglistán elfoglalt helyezése olvasható, ami meghatározta csoportbeli elhelyezésüket):
| A csoport       | B csoport             |
| --------------- | --------------------- |
| Kanada (1.)     | Egyesült Államok (2.) |
| Svédország (4.) | Finnország (3.)       |
| Svájc (5.)      | Oroszország (6.)      |
| Szlovákia (17.) | Kína (8.)             |

Egy-egy csoportban minden csapat minden csoportellenfelével egyszer játszott. A mérkőzések után a csoporton belüli sorrendet a következők szerint kellett meghatározni:
1. A Nemzetközi Jégkorongszövetség szabályzata alapján a csoportok sorrendjét elsődlegesen a több szerzett pont határozta meg.
2. Miután a jégkorongban minden tétmérkőzésen van győztes, ezért ha két csapat azonos pontot szerzett, akkor a kettejük párharcát megnyerő csapat végez előrébb.
3. Ha kettőnél több csapatnak volt ugyanannyi pontja, akkor kizárólag az azonos pontot elérő csapatok által lejátszott mérkőzések figyelembevételével egy alcsoportot kellett létrehozni, amiben az alábbiak szerint kell meghatározni a sorrendet:
  1. az ezeken a mérkőzésen szerzett több pont
  2. az ezeken a mérkőzéseken elért jobb gólkülönbség
  3. az ezeken a mérkőzéseken lőtt több gól
4. Ha ezek után még mindig kettőnél több csapat azonos mutatókkal rendelkezett, akkor az e csapatok után következő csapat ellen elért eredmény döntött a fenti sorrend (pont, gólkülönbség, lőtt gól) alapján, ha ez sem volt elég, akkor a következő csapat, és így tovább, mindaddig, míg az utolsó helyezett csapat elleni eredményt is figyelembe vették.
5. Ha ezek után is fennállt az egyenlőség a csapatok között, akkor a torna előtti rangsor számított.

A csoportok első két helyezettje bejutott az elődöntőbe, a másik két csapat pedig a vigaszágon folytathatta tovább.
Minden időpont helyi (UTC–8) idő szerint van megadva.

### A csoport
| Csapat           | M | Gy | HGy | HV | V | G+ | G- | Gk  | P |
| ---------------- | - | -- | --- | -- | - | -- | -- | --- | - |
| Kanada (CAN)     | 3 | 3  | 0   | 0  | 0 | 41 | 2  | +39 | 9 |
| Svédország (SWE) | 3 | 2  | 0   | 0  | 1 | 10 | 15 | –5  | 6 |
| Svájc (SUI)      | 3 | 1  | 0   | 0  | 2 | 6  | 15 | –9  | 3 |
| Szlovákia (SVK)  | 3 | 0  | 0   | 0  | 3 | 4  | 29 | –25 | 0 |

| 2010. február 13. 12:00 | Svédország (SWE) | 3–0 (1–0, 1–0, 1–0) | Svájc (SUI) | UBC Winter Sports Centre, Vancouver Nézőszám: 5222 |

| Jegyzőkönyv | Jegyzőkönyv | Jegyzőkönyv | Jegyzőkönyv        | Jegyzőkönyv                |
| --- | ----------- | ----------- | ------------------ | -------------------------- |
| | Kim Martin  | Kapusok     | Florence Schelling | Játékvezető: Leah Wrazidlo |
| \| Rundqvist (Udén Johansson, Svedin Thunström) – 12:31 \| 1–0 \| \| \| Enström (Östberg, Myrén) – 31:35 \| 2–0 \| \| \| Udén Johansson (Nevalainen) – 41:50 \| 3–0 \| \| |             |             |                    | Játékvezető: Leah Wrazidlo |
| 14 perc | Büntetések  | 6 perc      |                    | Játékvezető: Leah Wrazidlo |
| 34 | Lövések     | 16          |                    | Játékvezető: Leah Wrazidlo |
| Rundqvist (Udén Johansson, Svedin Thunström) – 12:31 | 1–0         |             |                    | Játékvezető: Leah Wrazidlo |
| Enström (Östberg, Myrén) – 31:35 | 2–0         |             |                    | Játékvezető: Leah Wrazidlo |
| Udén Johansson (Nevalainen) – 41:50 | 3–0         |             |                    | Játékvezető: Leah Wrazidlo |

| 2010. február 13. 17:00 | Kanada (CAN) | 18–0 (7–0, 6–0, 5–0) | Szlovákia (SVK) | Canada Hockey Place, Vancouver Nézőszám: 16 496 |

| Jegyzőkönyv | Jegyzőkönyv   | Jegyzőkönyv | Jegyzőkönyv      | Jegyzőkönyv              |
| --- | ------------- | ----------- | ---------------- | ------------------------ |
| | Kim St-Pierre | Kapusok     | Zuzana Tomčíková | Játékvezető: Joy Tottman |
| \| Irwin (Vaillancourt, Johnston) – 01:39 \| 1–0 \| \| \| Bonhomme (Hefford, MacLeod) – 03:06 \| 2–0 \| \| \| Agosta (Ouellette, Wickenheiser) (PP) – 05:38 \| 3–0 \| \| \| MacLeod (Bonhomme, Ouellette) – 08:21 \| 4–0 \| \| \| Agosta (Kellar, Sostorics) – 11:34 \| 5–0 \| \| \| Kingsbury (Piper, Apps) – 15:09 \| 6–0 \| \| \| Sostorics (Hefford, Agosta) – 16:20 \| 7–0 \| \| \| Vaillancourt (Johnston) – 23:42 \| 8–0 \| \| \| Poulin (PP) – 27:21 \| 9–0 \| \| \| Agosta (Hefford, Ouellette) – 30:19 \| 10–0 \| \| \| Hefford (Wickenheiser) (SH) – 32:00 \| 11–0 \| \| \| Ouellette (Apps, Sostorics) (SH) – 32:44 \| 12–0 \| \| \| MacLeod (Poulin, Sostorics) – 36:42 \| 13–0 \| \| \| Hefford (Agosta, MacLeod) – 44:23 \| 14–0 \| \| \| Irwin (Vaillancourt, Ward) – 44:37 \| 15–0 \| \| \| Piper (Wickenheiser) – 46:54 \| 16–0 \| \| \| Hefford (Ouellette, Kellar) – 51:03 \| 17–0 \| \| \| Kingsbury (Botterill) – 52:52 \| 18–0 \| \| |               |             |                  | Játékvezető: Joy Tottman |
| 10 perc | Büntetések    | 12 perc     |                  | Játékvezető: Joy Tottman |
| 67 | Lövések       | 9           |                  | Játékvezető: Joy Tottman |
| Irwin (Vaillancourt, Johnston) – 01:39 | 1–0           |             |                  | Játékvezető: Joy Tottman |
| Bonhomme (Hefford, MacLeod) – 03:06 | 2–0           |             |                  | Játékvezető: Joy Tottman |
| Agosta (Ouellette, Wickenheiser) (PP) – 05:38 | 3–0           |             |                  | Játékvezető: Joy Tottman |
| MacLeod (Bonhomme, Ouellette) – 08:21 | 4–0           |             |                  |                          |
| Agosta (Kellar, Sostorics) – 11:34 | 5–0           |             |                  |                          |
| Kingsbury (Piper, Apps) – 15:09 | 6–0           |             |                  |                          |
| Sostorics (Hefford, Agosta) – 16:20 | 7–0           |             |                  |                          |
| Vaillancourt (Johnston) – 23:42 | 8–0           |             |                  |                          |
| Poulin (PP) – 27:21 | 9–0           |             |                  |                          |
| Agosta (Hefford, Ouellette) – 30:19 | 10–0          |             |                  |                          |
| Hefford (Wickenheiser) (SH) – 32:00 | 11–0          |             |                  |                          |
| Ouellette (Apps, Sostorics) (SH) – 32:44 | 12–0          |             |                  |                          |
| MacLeod (Poulin, Sostorics) – 36:42 | 13–0          |             |                  |                          |
| Hefford (Agosta, MacLeod) – 44:23 | 14–0          |             |                  |                          |
| Irwin (Vaillancourt, Ward) – 44:37 | 15–0          |             |                  |                          |
| Piper (Wickenheiser) – 46:54 | 16–0          |             |                  |                          |
| Hefford (Ouellette, Kellar) – 51:03 | 17–0          |             |                  |                          |
| Kingsbury (Botterill) – 52:52 | 18–0          |             |                  |                          |

| 2010. február 15. 14:30 | Svájc (SUI) | 1–10 (0–2, 1–3, 0–5) | Kanada (CAN) | UBC Winter Sports Centre, Vancouver Nézőszám: 5413 |

| Jegyzőkönyv | Jegyzőkönyv                                               | Jegyzőkönyv                             | Jegyzőkönyv      | Jegyzőkönyv                  |
| --- | --------------------------------------------------------- | --------------------------------------- | ---------------- | ---------------------------- |
| | Florence Schelling (le 51:55) Dominique Slongo (be 51:55) | Kapusok                                 | Shannon Szabados | Játékvezető: Nicole Hertrich |
| \| \| 0–1 \| 06:27 – Apps (Kingsbury, Piper) (PP) \| \| \| 0–2 \| 14:25 – Vaillancourt (Johnston) \| \| \| 0–3 \| 22:19 – Piper (Wickenheiser) \| \| \| 0–4 \| 28:08 – Agosta (Ward, Ouellette) \| \| \| 0–5 \| 31:15 – Agosta (Ouellette, Hefford) \| \| Leimgruber (Lehmann, S. Marty) – 39:46 \| 1–5 \| \| \| \| 1–6 \| 40:54 – Hefford (Wickenheiser) (SH) \| \| \| 1–7 \| 49:08 – Ward \| \| \| 1–8 \| 49:27 – Poulin \| \| \| 1–9 \| 50:43 – Johnston (Vaillancourt, Kellar) \| \| \| 1–10 \| 51:55 – Wickenheiser (Piper, Apps) \| |                                                           |                                         |                  | Játékvezető: Nicole Hertrich |
| 8 perc | Büntetések                                                | 10 perc                                 |                  | Játékvezető: Nicole Hertrich |
| 12 | Lövések                                                   | 62                                      |                  | Játékvezető: Nicole Hertrich |
| | 0–1                                                       | 06:27 – Apps (Kingsbury, Piper) (PP)    |                  | Játékvezető: Nicole Hertrich |
| | 0–2                                                       | 14:25 – Vaillancourt (Johnston)         |                  | Játékvezető: Nicole Hertrich |
| | 0–3                                                       | 22:19 – Piper (Wickenheiser)            |                  | Játékvezető: Nicole Hertrich |
| | 0–4                                                       | 28:08 – Agosta (Ward, Ouellette)        |                  |                              |
| | 0–5                                                       | 31:15 – Agosta (Ouellette, Hefford)     |                  |                              |
| Leimgruber (Lehmann, S. Marty) – 39:46 | 1–5                                                       |                                         |                  |                              |
| | 1–6                                                       | 40:54 – Hefford (Wickenheiser) (SH)     |                  |                              |
| | 1–7                                                       | 49:08 – Ward                            |                  |                              |
| | 1–8                                                       | 49:27 – Poulin                          |                  |                              |
| | 1–9                                                       | 50:43 – Johnston (Vaillancourt, Kellar) |                  |                              |
| | 1–10                                                      | 51:55 – Wickenheiser (Piper, Apps)      |                  |                              |

| 2010. február 15. 19:00 | Svédország (SWE) | 6–2 3–2, 1–0, 2–0) | Szlovákia (SVK) | UBC Winter Sports Centre, Vancouver Nézőszám: 5323 |

| Jegyzőkönyv | Jegyzőkönyv | Jegyzőkönyv                               | Jegyzőkönyv      | Jegyzőkönyv            |
| --- | ----------- | ----------------------------------------- | ---------------- | ---------------------- |
| | Sara Grahn  | Kapusok                                   | Zuzana Tomčíková | Játékvezető: Aina Høve |
| \| Winberg (Holmlöv, Holst) (PP) – 05:01 \| 1–0 \| \| \| \| 1–1 \| 09:52 – Džurňáková (Babonyová, Herichová) \| \| Winberg (Eliasson, Holmlöv) (PP) – 12:11 \| 2–1 \| \| \| \| 2–2 \| 13:29 – Čupková (Čulíková, Kapustová) \| \| Asserholt (Myrén, Östberg) – 16:07 \| 3–2 \| \| \| Winberg (E. Andersson) – 29:07 \| 4–2 \| \| \| Holmlöv (Holst, G. Andersson) (PP) – 46:08 \| 5–2 \| \| \| Winberg (Nordin) – 53:20 \| 6–2 \| \| |             |                                           |                  | Játékvezető: Aina Høve |
| 10 perc | Büntetések  | 16 perc                                   |                  | Játékvezető: Aina Høve |
| 48 | Lövések     | 16                                        |                  | Játékvezető: Aina Høve |
| Winberg (Holmlöv, Holst) (PP) – 05:01 | 1–0         |                                           |                  | Játékvezető: Aina Høve |
| | 1–1         | 09:52 – Džurňáková (Babonyová, Herichová) |                  | Játékvezető: Aina Høve |
| Winberg (Eliasson, Holmlöv) (PP) – 12:11 | 2–1         |                                           |                  | Játékvezető: Aina Høve |
| | 2–2         | 13:29 – Čupková (Čulíková, Kapustová)     |                  |                        |
| Asserholt (Myrén, Östberg) – 16:07 | 3–2         |                                           |                  |                        |
| Winberg (E. Andersson) – 29:07 | 4–2         |                                           |                  |                        |
| Holmlöv (Holst, G. Andersson) (PP) – 46:08 | 5–2         |                                           |                  |                        |
| Winberg (Nordin) – 53:20 | 6–2         |                                           |                  |                        |

| 2010. február 17. 14:30 | Kanada (CAN) | 13–1 (5–0, 7–0, 1–1) | Svédország (SWE) | UBC Winter Sports Centre, Vancouver Nézőszám: 5483 |

| Jegyzőkönyv | Jegyzőkönyv                                          | Jegyzőkönyv                              | Jegyzőkönyv                                 | Jegyzőkönyv                |
| --- | ---------------------------------------------------- | ---------------------------------------- | ------------------------------------------- | -------------------------- |
| | Kim St-Pierre (le 40:00) Charline Labonté (be 40:00) | Kapusok                                  | Kim Martin (le 28:47) Sara Grahn (be 28:47) | Játékvezető: Leah Wrazidlo |
| \| Agosta (Piper, Ouellette) – 06:58 \| 1–0 \| \| \| Poulin (Agosta, Wickenheiser) – 09:16 \| 2–0 \| \| \| Piper (Wickenheiser, Sostorics) – 13:00 \| 3–0 \| \| \| Vaillancourt (Johnston, Sostorics) – 15:27 \| 4–0 \| \| \| Bonhomme (Agosta) – 15:57 \| 5–0 \| \| \| Agosta (Hefford) – 21:06 \| 6–0 \| \| \| Hefford (Ouellette, Kellar) – 25:36 \| 7–0 \| \| \| Wickenheiser (Apps) – 25:14 \| 8–0 \| \| \| Apps (Irwin, Piper) – 26:13 \| 9–0 \| \| \| Agosta (Ouellette) (PP) – 27:59 \| 10–0 \| \| \| Piper (Wickenheiser) – 29:17 \| 11–0 \| \| \| Irwin (Vaillancourt, Ward) (PP) – 31:43 \| 12–0 \| \| \| Apps (MacLeod, Wickenheiser) – 47:43 \| 13–0 \| \| \| \| 13–1 \| 52:16 – Timglas (Jordansson, Rooth) (PP) \| |                                                      |                                          |                                             | Játékvezető: Leah Wrazidlo |
| 8 perc | Büntetések                                           | 16 perc                                  |                                             | Játékvezető: Leah Wrazidlo |
| 52 | Lövések                                              | 13                                       |                                             | Játékvezető: Leah Wrazidlo |
| Agosta (Piper, Ouellette) – 06:58 | 1–0                                                  |                                          |                                             | Játékvezető: Leah Wrazidlo |
| Poulin (Agosta, Wickenheiser) – 09:16 | 2–0                                                  |                                          |                                             | Játékvezető: Leah Wrazidlo |
| Piper (Wickenheiser, Sostorics) – 13:00 | 3–0                                                  |                                          |                                             | Játékvezető: Leah Wrazidlo |
| Vaillancourt (Johnston, Sostorics) – 15:27 | 4–0                                                  |                                          |                                             |                            |
| Bonhomme (Agosta) – 15:57 | 5–0                                                  |                                          |                                             |                            |
| Agosta (Hefford) – 21:06 | 6–0                                                  |                                          |                                             |                            |
| Hefford (Ouellette, Kellar) – 25:36 | 7–0                                                  |                                          |                                             |                            |
| Wickenheiser (Apps) – 25:14 | 8–0                                                  |                                          |                                             |                            |
| Apps (Irwin, Piper) – 26:13 | 9–0                                                  |                                          |                                             |                            |
| Agosta (Ouellette) (PP) – 27:59 | 10–0                                                 |                                          |                                             |                            |
| Piper (Wickenheiser) – 29:17 | 11–0                                                 |                                          |                                             |                            |
| Irwin (Vaillancourt, Ward) (PP) – 31:43 | 12–0                                                 |                                          |                                             |                            |
| Apps (MacLeod, Wickenheiser) – 47:43 | 13–0                                                 |                                          |                                             |                            |
| | 13–1                                                 | 52:16 – Timglas (Jordansson, Rooth) (PP) |                                             |                            |

| 2010. február 17. 19:00 | Szlovákia (SVK) | 2–5 (1–0, 0–1, 1–4) | Svájc (SUI) | UBC Winter Sports Centre, Vancouver Nézőszám: 5272 |

| Jegyzőkönyv | Jegyzőkönyv      | Jegyzőkönyv                       | Jegyzőkönyv        | Jegyzőkönyv              |
| --- | ---------------- | --------------------------------- | ------------------ | ------------------------ |
| | Zuzana Tomčíková | Kapusok                           | Florence Schelling | Játékvezető: Ulla Sipilä |
| \| Čulíková (Čupková) – 07:10 \| 1–0 \| \| \| \| 1–1 \| 35:39 – S. Marty \| \| Čulíková (Kapustová, Čupková) – 40:19 \| 2–1 \| \| \| \| 2–2 \| 50:35 – S. Marty (Nussbaum) \| \| \| 2–3 \| 51:18 – Benz (Meier, Schelling) \| \| \| 2–4 \| 56:28 – Lehmann (Leimgruber) (SH) \| \| \| 2–5 \| 58:25 – S. Marty (Hafliger, Benz) \| |                  |                                   |                    | Játékvezető: Ulla Sipilä |
| 12 perc | Büntetések       | 12 perc                           |                    | Játékvezető: Ulla Sipilä |
| 33 | Lövések          | 45                                |                    | Játékvezető: Ulla Sipilä |
| Čulíková (Čupková) – 07:10 | 1–0              |                                   |                    | Játékvezető: Ulla Sipilä |
| | 1–1              | 35:39 – S. Marty                  |                    | Játékvezető: Ulla Sipilä |
| Čulíková (Kapustová, Čupková) – 40:19 | 2–1              |                                   |                    | Játékvezető: Ulla Sipilä |
| | 2–2              | 50:35 – S. Marty (Nussbaum)       |                    |                          |
| | 2–3              | 51:18 – Benz (Meier, Schelling)   |                    |                          |
| | 2–4              | 56:28 – Lehmann (Leimgruber) (SH) |                    |                          |
| | 2–5              | 58:25 – S. Marty (Hafliger, Benz) |                    |                          |

### B csoport
| Csapat                 | M | Gy | HGy | HV | V | G+ | G- | Gk  | P |
| ---------------------- | - | -- | --- | -- | - | -- | -- | --- | - |
| Egyesült Államok (USA) | 3 | 3  | 0   | 0  | 0 | 31 | 1  | +30 | 9 |
| Finnország (FIN)       | 3 | 2  | 0   | 0  | 1 | 7  | 8  | –1  | 6 |
| Oroszország (RUS)      | 3 | 1  | 0   | 0  | 2 | 3  | 19 | –16 | 3 |
| Kína (CHN)             | 3 | 0  | 0   | 0  | 3 | 3  | 16 | –13 | 0 |

| 2010. február 14. 12:00 | Egyesült Államok (USA) | 12–1 (5–0, 3–0, 4–1) | Kína (CHN) | UBC Winter Sports Centre, Vancouver Nézőszám: 5278 |

| Jegyzőkönyv | Jegyzőkönyv                                           | Jegyzőkönyv                  | Jegyzőkönyv | Jegyzőkönyv              |
| --- | ----------------------------------------------------- | ---------------------------- | ----------- | ------------------------ |
| | Molly Schaus (le 52:00) Brianne McLaughlin (be 52:00) | Kapusok                      | Si Jao      | Játékvezető: Ulla Sipilä |
| \| Ruggiero – 02:50 \| 1–0 \| \| \| Stack (Chu) – 09:56 \| 2–0 \| \| \| Potter (M. Lamoureux) – 14:22 \| 3–0 \| \| \| Duggan (Stack, Darwitz) (PP) – 17:40 \| 4–0 \| \| \| Potter (Knight, M. Lamoureux) – 18:01 \| 5–0 \| \| \| Potter (Engstrom, Chesson) (PP) – 21:18 \| 6–0 \| \| \| Chesson (Marvin, Chu) – 23:46 \| 7–0 \| \| \| J. Lamoureux (Thatcher) – 39:39 \| 8–0 \| \| \| Duggan (Marvin, Potter) – 43:59 \| 9–0 \| \| \| Engstrom (Potter, M. Lamoureux) – 50:43 \| 10–0 \| \| \| Darwitz (M. Lamoureux, Weiland) – 54:43 \| 11–0 \| \| \| \| 11–1 \| 57:39 – Csin (Ma, Szun) (PP) \| \| Chu (Darwitz) – 59:21 \| 12–1 \| \| |                                                       |                              |             | Játékvezető: Ulla Sipilä |
| 8 perc | Büntetések                                            | 12 perc                      |             | Játékvezető: Ulla Sipilä |
| 61 | Lövések                                               | 7                            |             | Játékvezető: Ulla Sipilä |
| Ruggiero – 02:50 | 1–0                                                   |                              |             | Játékvezető: Ulla Sipilä |
| Stack (Chu) – 09:56 | 2–0                                                   |                              |             | Játékvezető: Ulla Sipilä |
| Potter (M. Lamoureux) – 14:22 | 3–0                                                   |                              |             | Játékvezető: Ulla Sipilä |
| Duggan (Stack, Darwitz) (PP) – 17:40 | 4–0                                                   |                              |             |                          |
| Potter (Knight, M. Lamoureux) – 18:01 | 5–0                                                   |                              |             |                          |
| Potter (Engstrom, Chesson) (PP) – 21:18 | 6–0                                                   |                              |             |                          |
| Chesson (Marvin, Chu) – 23:46 | 7–0                                                   |                              |             |                          |
| J. Lamoureux (Thatcher) – 39:39 | 8–0                                                   |                              |             |                          |
| Duggan (Marvin, Potter) – 43:59 | 9–0                                                   |                              |             |                          |
| Engstrom (Potter, M. Lamoureux) – 50:43 | 10–0                                                  |                              |             |                          |
| Darwitz (M. Lamoureux, Weiland) – 54:43 | 11–0                                                  |                              |             |                          |
| | 11–1                                                  | 57:39 – Csin (Ma, Szun) (PP) |             |                          |
| Chu (Darwitz) – 59:21 | 12–1                                                  |                              |             |                          |

| 2010. február 14. 16:30 | Finnország (FIN) | 5–1 (1–1, 2–0, 2–0) | Oroszország (RUS) | UBC Winter Sports Centre, Vancouver Nézőszám: 5275 |

| Jegyzőkönyv | Jegyzőkönyv | Jegyzőkönyv                  | Jegyzőkönyv        | Jegyzőkönyv                 |
| --- | ----------- | ---------------------------- | ------------------ | --------------------------- |
| | Noora Räty  | Kapusok                      | Irina Gasennyikova | Játékvezető: Mary Anne Gage |
| \| \| 0–1 \| 06:11 – Vafina (Burina) (PP) \| \| Sirviö (Saarinen, Välimäki) (PP2) – 09:30 \| 1–1 \| \| \| Voutilainen (Rantamäki) – 23:59 \| 2–1 \| \| \| Hovi (Hiirikoski) – 37:36 \| 3–1 \| \| \| Tikkinen (S. Tuominen, Karvinen) – 42:25 \| 4–1 \| \| \| Tikkinen (Pelttari, Karvinen) – 49:32 \| 5–1 \| \| |             |                              |                    | Játékvezető: Mary Anne Gage |
| 14 perc | Büntetések  | 12 perc                      |                    | Játékvezető: Mary Anne Gage |
| 34 | Lövések     | 14                           |                    | Játékvezető: Mary Anne Gage |
| | 0–1         | 06:11 – Vafina (Burina) (PP) |                    | Játékvezető: Mary Anne Gage |
| Sirviö (Saarinen, Välimäki) (PP2) – 09:30 | 1–1         |                              |                    | Játékvezető: Mary Anne Gage |
| Voutilainen (Rantamäki) – 23:59 | 2–1         |                              |                    | Játékvezető: Mary Anne Gage |
| Hovi (Hiirikoski) – 37:36 | 3–1         |                              |                    |                             |
| Tikkinen (S. Tuominen, Karvinen) – 42:25 | 4–1         |                              |                    |                             |
| Tikkinen (Pelttari, Karvinen) – 49:32 | 5–1         |                              |                    |                             |

| 2010. február 16. 14:30 | Oroszország (RUS) | 0–13 (0–5, 0–7, 0–1) | Egyesült Államok (USA) | UBC Winter Sports Centre, Vancouver Nézőszám: 5365 |

| Jegyzőkönyv | Jegyzőkönyv                                          | Jegyzőkönyv                                | Jegyzőkönyv   | Jegyzőkönyv                  |
| --- | ---------------------------------------------------- | ------------------------------------------ | ------------- | ---------------------------- |
| | Anna Prugova (le 31:00) Marija Onolbajeva (be 31:00) | Kapusok                                    | Jessie Vetter | Játékvezető: Nicole Hertrich |
| \| \| 0–1 \| 02:19 – M. Lamoureux (J. Lamoureux, Stack) \| \| \| 0–2 \| 05:48 – Potter (Knight) (SH) \| \| \| 0–3 \| 09:54 – Thatcher (Potter, Knight) \| \| \| 0–4 \| 12:57 – Cahow (Stack, Darwitz) (PP) \| \| \| 0–5 \| 15:56 – Potter (Knight) (PP) \| \| \| 0–6 \| 20:34 – Ruggiero (Chu, Darwitz) (PP) \| \| \| 0–7 \| 23:16 – Stack (M. Lamoureux) (PP) \| \| \| 0–8 \| 26:01 – J. Lamoureux (Darwitz) \| \| \| 0–9 \| 27:50 – Darwitz (Cahow) (PP) \| \| \| 0–10 \| 31:00 – Darwitz (Knight) (SH) \| \| \| 0–11 \| 31:46 – Potter (Thatcher, Bellamy) \| \| \| 0–12 \| 33:32 – Engstrom (Chesson) (PP) \| \| \| 0–13 \| 41:05 – Chesson (Stack) (PP) \| |                                                      |                                            |               | Játékvezető: Nicole Hertrich |
| 16 perc | Büntetések                                           | 10 perc                                    |               | Játékvezető: Nicole Hertrich |
| 7 | Lövések                                              | 34                                         |               | Játékvezető: Nicole Hertrich |
| | 0–1                                                  | 02:19 – M. Lamoureux (J. Lamoureux, Stack) |               | Játékvezető: Nicole Hertrich |
| | 0–2                                                  | 05:48 – Potter (Knight) (SH)               |               | Játékvezető: Nicole Hertrich |
| | 0–3                                                  | 09:54 – Thatcher (Potter, Knight)          |               | Játékvezető: Nicole Hertrich |
| | 0–4                                                  | 12:57 – Cahow (Stack, Darwitz) (PP)        |               |                              |
| | 0–5                                                  | 15:56 – Potter (Knight) (PP)               |               |                              |
| | 0–6                                                  | 20:34 – Ruggiero (Chu, Darwitz) (PP)       |               |                              |
| | 0–7                                                  | 23:16 – Stack (M. Lamoureux) (PP)          |               |                              |
| | 0–8                                                  | 26:01 – J. Lamoureux (Darwitz)             |               |                              |
| | 0–9                                                  | 27:50 – Darwitz (Cahow) (PP)               |               |                              |
| | 0–10                                                 | 31:00 – Darwitz (Knight) (SH)              |               |                              |
| | 0–11                                                 | 31:46 – Potter (Thatcher, Bellamy)         |               |                              |
| | 0–12                                                 | 33:32 – Engstrom (Chesson) (PP)            |               |                              |
| | 0–13                                                 | 41:05 – Chesson (Stack) (PP)               |               |                              |

| 2010. február 16. 19:00 | Finnország (FIN) | 2–1 (0–1, 2–0, 0–0) | Kína (CHN) | UBC Winter Sports Centre, Vancouver Nézőszám: 5317 |

| Jegyzőkönyv | Jegyzőkönyv | Jegyzőkönyv          | Jegyzőkönyv | Jegyzőkönyv              |
| --- | ----------- | -------------------- | ----------- | ------------------------ |
| | Noora Räty  | Kapusok              | Si Jao      | Játékvezető: Joy Tottman |
| \| \| 0–1 \| 18:10 – Vang L. (SH) \| \| Rantamäki (Pelttari, Lindstedt) (PP) – 29:13 \| 1–1 \| \| \| Hovi – 34:02 \| 2–1 \| \| |             |                      |             | Játékvezető: Joy Tottman |
| 10 perc | Büntetések  | 20 perc              |             | Játékvezető: Joy Tottman |
| 43 | Lövések     | 5                    |             | Játékvezető: Joy Tottman |
| | 0–1         | 18:10 – Vang L. (SH) |             | Játékvezető: Joy Tottman |
| Rantamäki (Pelttari, Lindstedt) (PP) – 29:13                                                                                   | 1–1         |                      |             | Játékvezető: Joy Tottman |
| Hovi – 34:02 | 2–1         |                      |             | Játékvezető: Joy Tottman |

| 2010. február 18. 14:30 | Egyesült Államok (USA) | 6–0 (4–0, 1–0, 1–0) | Finnország (FIN) | UBC Winter Sports Centre, Vancouver Nézőszám: 5398 |

| Jegyzőkönyv | Jegyzőkönyv   | Jegyzőkönyv | Jegyzőkönyv | Jegyzőkönyv            |
| --- | ------------- | ----------- | ----------- | ---------------------- |
| | Jessie Vetter | Kapusok     | Noora Räty  | Játékvezető: Aina Høve |
| \| Chu (Ruggiero) – 08:08 \| 1–0 \| \| \| Engstrom (M. Lamoureux) (PP) – 10:47 \| 2–0 \| \| \| Duggan (Darwitz, Marvin) – 11:29 \| 3–0 \| \| \| Darwitz (Engstrom, Chesson) – 18:03 \| 4–0 \| \| \| Knight (Darwitz) – 31:48 \| 5–0 \| \| \| Thatcher (J. Lamoureux, Ruggiero) – 58:22 \| 6–0 \| \| |               |             |             | Játékvezető: Aina Høve |
| 12 perc | Büntetések    | 6 perc      |             | Játékvezető: Aina Høve |
| 42 | Lövések       | 23          |             | Játékvezető: Aina Høve |
| Chu (Ruggiero) – 08:08 | 1–0           |             |             | Játékvezető: Aina Høve |
| Engstrom (M. Lamoureux) (PP) – 10:47 | 2–0           |             |             | Játékvezető: Aina Høve |
| Duggan (Darwitz, Marvin) – 11:29 | 3–0           |             |             | Játékvezető: Aina Høve |
| Darwitz (Engstrom, Chesson) – 18:03 | 4–0           |             |             |                        |
| Knight (Darwitz) – 31:48 | 5–0           |             |             |                        |
| Thatcher (J. Lamoureux, Ruggiero) – 58:22 | 6–0           |             |             |                        |

| 2010. február 18. 19:00 | Kína (CHN) | 1–2 (0–0, 1–2, 0–0) | Oroszország (RUS) | UBC Winter Sports Centre, Vancouver Nézőszám: 5391 |

| Jegyzőkönyv | Jegyzőkönyv | Jegyzőkönyv                                | Jegyzőkönyv        | Jegyzőkönyv                 |
| --- | ----------- | ------------------------------------------ | ------------------ | --------------------------- |
| | Si Jao      | Kapusok                                    | Irina Gasennyikova | Játékvezető: Mary Anne Gage |
| \| \| 0–1 \| 24:23 – Szmolenceva (Kapusztyina, Homics) \| \| \| 0–2 \| 36:02 – Szergina (Burina, Permjakova) (PP) \| \| Csin (Szun) – 37:38 \| 1–2 \| \| |             |                                            |                    | Játékvezető: Mary Anne Gage |
| 4 perc | Büntetések  | 12 perc                                    |                    | Játékvezető: Mary Anne Gage |
| 22 | Lövések     | 39                                         |                    | Játékvezető: Mary Anne Gage |
| | 0–1         | 24:23 – Szmolenceva (Kapusztyina, Homics)  |                    | Játékvezető: Mary Anne Gage |
| | 0–2         | 36:02 – Szergina (Burina, Permjakova) (PP) |                    | Játékvezető: Mary Anne Gage |
| Csin (Szun) – 37:38 | 1–2         |                                            |                    | Játékvezető: Mary Anne Gage |

## Vigaszág
Mindkét csoportból a harmadik és negyedik helyezett csapat a vigaszágra került, ahol a csapatok egyenes kieséses rendszerben döntötték el az ötödik és hetedik hely sorsát. Az A csoport harmadik helyezettje játszott a B csoport negyedik helyezettjével, és fordítva (B3–A4). A két mérkőzés győztese mérkőzött az ötödik helyért, a vesztesek pedig a hetedik helyért.

### Vigaszág ágrajza
|  |                         |                         |                         |              |   |               |               |               |
|  | Rájátszás az 5. helyért | Rájátszás az 5. helyért | Rájátszás az 5. helyért |              |   | Az 5. helyért | Az 5. helyért | Az 5. helyért |
|  | Rájátszás az 5. helyért | Rájátszás az 5. helyért | Rájátszás az 5. helyért |              |   | Az 5. helyért | Az 5. helyért | Az 5. helyért |
|  | február 20.             |                         |                         |              |   |               |               |               |
|  |                         |                         |                         |              |   |               |               |               |
|  | Svájc                   | Svájc                   | 6                       |              |   |               |               |               |
|  | Svájc                   | Svájc                   | 6                       | február 22.  |   |               |               |               |
|  | Kína                    | Kína                    | 0                       |              |   |               |               |               |
|  | Kína                    | Kína                    | 0                       |              |   | Svájc         | Svájc         | 2             |
|  | február 20.             |                         |                         |              |   | Svájc         | Svájc         | 2             |
|  |                         |                         | Oroszország             | Oroszország  | 1 |               |               |               |
|  | Oroszország             | Oroszország             | Oroszország             | Oroszország  | 1 | 4             |               |               |
|  | Oroszország             | Oroszország             |                         |              |   |               |               |               |
|  | Szlovákia               | Szlovákia               | 2                       |              |   |               |               |               |
|  | Szlovákia               | Szlovákia               | 2                       | A 7. helyért |   |               |               |               |
|  |                         |                         |                         |              |   |               |               |               |
|  | február 22.             |                         |                         |              |   |               |               |               |
|  |                         |                         |                         |              |   |               |               |               |
|  | Kína                    | Kína                    | 3                       |              |   |               |               |               |
|  | Kína                    | Kína                    | 3                       |              |   |               |               |               |
|  | Szlovákia               | Szlovákia               | 1                       |              |   |               |               |               |
|  | Szlovákia               | Szlovákia               | 1                       |              |   |               |               |               |

### Rájátszás az 5. helyért
| 2010. február 20. 14:30 | Svájc (SUI) | 6–0 (2–0, 2–0, 2–0) | Kína (CHN) | UBC Winter Sports Centre, Vancouver Nézőszám: 5454 |

| Jegyzőkönyv | Jegyzőkönyv        | Jegyzőkönyv | Jegyzőkönyv                               | Jegyzőkönyv                |
| --- | ------------------ | ----------- | ----------------------------------------- | -------------------------- |
| | Florence Schelling | Kapusok     | Si Jao (le 07:53) Csia Tan-tan (be 07:53) | Játékvezető: Leah Wrazidlo |
| \| Lehmann (S. Marty) – 07:02 \| 1–0 \| \| \| S. Marty – 07:53 \| 2–0 \| \| \| Nussbaum (J. Marty, Lehmann) (PP) – 37:12 \| 3–0 \| \| \| S. Marty (Lehmann, Leimgruber) – 39:44 \| 4–0 \| \| \| S. Marty (Lehmann, Meier) – 54:54 \| 5–0 \| \| \| S. Marty (Leimgruber, Benz) – 58:48 \| 6–0 \| \| |                    |             |                                           | Játékvezető: Leah Wrazidlo |
| 16 perc | Büntetések         | 6 perc      |                                           | Játékvezető: Leah Wrazidlo |
| 49 | Lövések            | 21          |                                           | Játékvezető: Leah Wrazidlo |
| Lehmann (S. Marty) – 07:02 | 1–0                |             |                                           | Játékvezető: Leah Wrazidlo |
| S. Marty – 07:53 | 2–0                |             |                                           | Játékvezető: Leah Wrazidlo |
| Nussbaum (J. Marty, Lehmann) (PP) – 37:12 | 3–0                |             |                                           | Játékvezető: Leah Wrazidlo |
| S. Marty (Lehmann, Leimgruber) – 39:44 | 4–0                |             |                                           |                            |
| S. Marty (Lehmann, Meier) – 54:54 | 5–0                |             |                                           |                            |
| S. Marty (Leimgruber, Benz) – 58:48 | 6–0                |             |                                           |                            |

| 2010. február 20. 19:00 | Oroszország (RUS) | 4–2 (2–0, 1–1, 1–1) | Szlovákia (SVK) | UBC Winter Sports Centre, Vancouver Nézőszám: 5488 |

| Jegyzőkönyv | Jegyzőkönyv        | Jegyzőkönyv                         | Jegyzőkönyv      | Jegyzőkönyv            |
| --- | ------------------ | ----------------------------------- | ---------------- | ---------------------- |
| | Irina Gashennikova | Kapusok                             | Zuzana Tomčíková | Játékvezető: Aina Høve |
| \| Szotnyikova (Lebegyeva) – 07:34 \| 1–0 \| \| \| Gavrilova (Szergina, Szmolenceva) (PP) – 18:16 \| 2–0 \| \| \| \| 2–1 \| 23:24 – Pravlíková (Veličková) (PP) \| \| Tyerentyjeva (Kapusztyina, Gyubanok) (SH) – 33:45 \| 3–1 \| \| \| \| 3–2 \| 40:31 – Kapustová (Veličková) \| \| Gavrilova – 50:26 \| 4–2 \| \| |                    |                                     |                  | Játékvezető: Aina Høve |
| 8 perc | Büntetések         | 8 perc                              |                  | Játékvezető: Aina Høve |
| 43 | Lövések            | 19                                  |                  | Játékvezető: Aina Høve |
| Szotnyikova (Lebegyeva) – 07:34 | 1–0                |                                     |                  | Játékvezető: Aina Høve |
| Gavrilova (Szergina, Szmolenceva) (PP) – 18:16 | 2–0                |                                     |                  | Játékvezető: Aina Høve |
| | 2–1                | 23:24 – Pravlíková (Veličková) (PP) |                  | Játékvezető: Aina Høve |
| Tyerentyjeva (Kapusztyina, Gyubanok) (SH) – 33:45 | 3–1                |                                     |                  |                        |
| | 3–2                | 40:31 – Kapustová (Veličková)       |                  |                        |
| Gavrilova – 50:26 | 4–2                |                                     |                  |                        |

### A 7. helyért
| 2010. február 22. 14:00 | Kína (CHN) | 3–1 (0–1, 1–0, 2–0) | Szlovákia (SVK) | UBC Winter Sports Centre, Vancouver Nézőszám: 5284 |

| Jegyzőkönyv | Jegyzőkönyv | Jegyzőkönyv                             | Jegyzőkönyv      | Jegyzőkönyv              |
| --- | ----------- | --------------------------------------- | ---------------- | ------------------------ |
| | Si Jao      | Kapusok                                 | Zuzana Tomčíková | Játékvezető: Joy Tottman |
| \| \| 0–1 \| 10:37 – Pravlíková (Jurčová, Veličková) \| \| Vang L. (Jü, Csiang) – 37:15 \| 1–1 \| \| \| Szun (Csang S., Csin) – 45:04 \| 2–1 \| \| \| Vang L. (Csang P.) – 51:44 \| 3–1 \| \| |             |                                         |                  | Játékvezető: Joy Tottman |
| 4 perc | Büntetések  | 6 perc                                  |                  | Játékvezető: Joy Tottman |
| 32 | Lövések     | 21                                      |                  | Játékvezető: Joy Tottman |
| | 0–1         | 10:37 – Pravlíková (Jurčová, Veličková) |                  | Játékvezető: Joy Tottman |
| Vang L. (Jü, Csiang) – 37:15 | 1–1         |                                         |                  | Játékvezető: Joy Tottman |
| Szun (Csang S., Csin) – 45:04 | 2–1         |                                         |                  | Játékvezető: Joy Tottman |
| Vang L. (Csang P.) – 51:44 | 3–1         |                                         |                  |                          |

### Az 5. helyért
| 2010. február 22. 19:00 | Svájc (SUI) | 2–1 (sz.) (0–1, 1–0, 0–0) (h.u.: 0–0) (sz.: 1–0) | Oroszország (RUS) | UBC Winter Sports Centre, Vancouver Nézőszám: 5412 |

| Jegyzőkönyv | Jegyzőkönyv        | Jegyzőkönyv                                | Jegyzőkönyv        | Jegyzőkönyv              |
| --- | ------------------ | ------------------------------------------ | ------------------ | ------------------------ |
| | Florence Schelling | Kapusok                                    | Irina Gasennyikova | Játékvezető: Ulla Sipilä |
| \| \| 0–1 \| 09:05 – Burina (Szergina, Permjakova) (PP) \| \| S. Marty (Nussbaum, Meier) (PP) – 34:12 \| 1–1 \| \| |                    |                                            |                    | Játékvezető: Ulla Sipilä |
| Lehmann Bullo S. Marty                                                                                             | Szétlövés          | Szoszina Gavrilova Gyeulina                |                    | Játékvezető: Ulla Sipilä |
| 10 perc | Büntetések         | 16 perc                                    |                    | Játékvezető: Ulla Sipilä |
| 27 | Lövések            | 33                                         |                    | Játékvezető: Ulla Sipilä |
| | 0–1                | 09:05 – Burina (Szergina, Permjakova) (PP) |                    | Játékvezető: Ulla Sipilä |
| S. Marty (Nussbaum, Meier) (PP) – 34:12                                                                            | 1–1                |                                            |                    | Játékvezető: Ulla Sipilä |

## Egyenes kieséses szakasz
Mindkét csoportból az első és második helyezett csapat az elődöntőbe került, ahol a csapatok egyenes kieséses rendszerben döntötték el az első és harmadik hely sorsát. Az A csoport első helyezettje játszott a B csoport második helyezettjével, és fordítva (B1–A2). A két mérkőzés győztese mérkőzött az aranyéremért, a vesztesek pedig a bronzéremért.

### Ágrajz
|  |             |                  |                  |                  |   |        |        |       |
|  | Elődöntők   | Elődöntők        | Elődöntők        |                  |   | Döntő  | Döntő  | Döntő |
|  | Elődöntők   | Elődöntők        | Elődöntők        |                  |   | Döntő  | Döntő  | Döntő |
|  | február 22. |                  |                  |                  |   |        |        |       |
|  |             |                  |                  |                  |   |        |        |       |
|  | A1          | Kanada           | 5                |                  |   |        |        |       |
|  | A1          | Kanada           | 5                | február 25.      |   |        |        |       |
|  | B2          | Finnország       | 0                |                  |   |        |        |       |
|  | B2          | Finnország       | 0                |                  |   | Kanada | Kanada | 2     |
|  | február 22. |                  |                  |                  |   | Kanada | Kanada | 2     |
|  |             |                  | Egyesült Államok | Egyesült Államok | 0 |        |        |       |
|  | B1          | Egyesült Államok | Egyesült Államok | Egyesült Államok | 0 | 9      |        |       |
|  | B1          | Egyesült Államok |                  |                  |   |        |        |       |
|  | A2          | Svédország       | 1                |                  |   |        |        |       |
|  | A2          | Svédország       | 1                | Bronzmérkőzés    |   |        |        |       |
|  |             |                  |                  |                  |   |        |        |       |
|  | február 25. |                  |                  |                  |   |        |        |       |
|  |             |                  |                  |                  |   |        |        |       |
|  | Finnország  | Finnország       | 3                |                  |   |        |        |       |
|  | Finnország  | Finnország       | 3                |                  |   |        |        |       |
|  | Svédország  | Svédország       | 2                |                  |   |        |        |       |
|  | Svédország  | Svédország       | 2                |                  |   |        |        |       |

### Elődöntők
| 2010. február 22. 12:00 | Egyesült Államok (USA) | 9–1 (2–0, 3–1, 4–0) | Svédország (SWE) | Canada Hockey Place, Vancouver Nézőszám: 16 021 |

| Jegyzőkönyv | Jegyzőkönyv   | Jegyzőkönyv                       | Jegyzőkönyv | Jegyzőkönyv                 |
| --- | ------------- | --------------------------------- | ----------- | --------------------------- |
| | Jessie Vetter | Kapusok                           | Kim Martin  | Játékvezető: Mary Anne Gage |
| \| 07:14 – M. Lamoureux (Potter, Knight) \| 1–0 \| \| \| 08:23 – Duggan (Cahow, Stack) (PP) \| 2–0 \| \| \| 23:22 – Ruggiero (J. Lamoureux) \| 3–0 \| \| \| 25:58 – Cahow (Thatcher) \| 4–0 \| \| \| \| 4–1 \| Winberg (Jordansson) (PP) – 29:34 \| \| 33:35 – Thatcher (J. Lamoureux, Lawler) \| 5–1 \| \| \| 45:59 – M. Lamoureux (Potter, Engstrom) (PP) \| 6–1 \| \| \| 47:15 – Weiland (Lawler) \| 7–1 \| \| \| 55:20 – Stack (Chu, Engstrom) \| 8–1 \| \| \| 57:19 – M. Lamoureux (Knight) (PP) \| 9–1 \| \| |               |                                   |             | Játékvezető: Mary Anne Gage |
| 8 perc | Büntetések    | 10 perc                           |             | Játékvezető: Mary Anne Gage |
| 46 | Lövések       | 12                                |             | Játékvezető: Mary Anne Gage |
| 07:14 – M. Lamoureux (Potter, Knight) | 1–0           |                                   |             | Játékvezető: Mary Anne Gage |
| 08:23 – Duggan (Cahow, Stack) (PP) | 2–0           |                                   |             | Játékvezető: Mary Anne Gage |
| 23:22 – Ruggiero (J. Lamoureux) | 3–0           |                                   |             | Játékvezető: Mary Anne Gage |
| 25:58 – Cahow (Thatcher) | 4–0           |                                   |             |                             |
| | 4–1           | Winberg (Jordansson) (PP) – 29:34 |             |                             |
| 33:35 – Thatcher (J. Lamoureux, Lawler) | 5–1           |                                   |             |                             |
| 45:59 – M. Lamoureux (Potter, Engstrom) (PP) | 6–1           |                                   |             |                             |
| 47:15 – Weiland (Lawler) | 7–1           |                                   |             |                             |
| 55:20 – Stack (Chu, Engstrom) | 8–1           |                                   |             |                             |
| 57:19 – M. Lamoureux (Knight) (PP) | 9–1           |                                   |             |                             |

| 2010. február 22. 17:00 | Kanada (CAN) | 5–0 (2–0, 1–0, 2–0) | Finnország (FIN) | Canada Hockey Place, Vancouver Nézőszám: 16 324 |

| Jegyzőkönyv | Jegyzőkönyv      | Jegyzőkönyv | Jegyzőkönyv | Jegyzőkönyv                  |
| --- | ---------------- | ----------- | ----------- | ---------------------------- |
| | Shannon Szabados | Kapusok     | Noora Räty  | Játékvezető: Nicole Hertrich |
| \| 5:22 – Piper (Agosta, Hefford) \| 1–0 \| \| \| 14:36 – Irwin \| 2–0 \| \| \| 36:21 – Agosta (Bonhomme, Hefford) \| 3–0 \| \| \| 44:23 – Irwin (Johnston, Vaillancourt) \| 4–0 \| \| \| 58:57 – Ouellette (Poulin) (SH) \| 5–0 \| \| |                  |             |             | Játékvezető: Nicole Hertrich |
| 10 perc | Büntetések       | 12 perc     |             | Játékvezető: Nicole Hertrich |
| 50 | Lövések          | 11          |             | Játékvezető: Nicole Hertrich |
| 5:22 – Piper (Agosta, Hefford) | 1–0              |             |             | Játékvezető: Nicole Hertrich |
| 14:36 – Irwin | 2–0              |             |             | Játékvezető: Nicole Hertrich |
| 36:21 – Agosta (Bonhomme, Hefford) | 3–0              |             |             | Játékvezető: Nicole Hertrich |
| 44:23 – Irwin (Johnston, Vaillancourt) | 4–0              |             |             |                              |
| 58:57 – Ouellette (Poulin) (SH) | 5–0              |             |             |                              |

### Bronzmérkőzés
| 2010. február 25. 11:00 | Finnország (FIN) | 3–2 (h.u.) (0–0, 2–1, 0–1) (h.u.: 1–0) | Svédország (SWE) | Canada Hockey Place, Vancouver Nézőszám: 16 398 |

| Jegyzőkönyv | Jegyzőkönyv | Jegyzőkönyv                                    | Jegyzőkönyv | Jegyzőkönyv                  |
| --- | ----------- | ---------------------------------------------- | ----------- | ---------------------------- |
| | Noora Räty  | Kapusok                                        | Sara Grahn  | Játékvezető: Nicole Hertrich |
| \| 24:24 – Pelttari \| 1–0 \| \| \| \| 1–1 \| Rooth (Jordansson, Eliasson) (PP) – 34:24 \| \| 36:02 – Karvinen (Välimäki) \| 2–1 \| \| \| \| 2–2 \| Rundqvist (G. Andersson, Holmlöv) (PP) – 45:09 \| \| 62:33 – Rantamäki (Tuominen, Hiirikoski) \| 3–2 \| \| |             |                                                |             | Játékvezető: Nicole Hertrich |
| 14 perc | Büntetések  | 12 perc                                        |             | Játékvezető: Nicole Hertrich |
| 24 | Lövések     | 18                                             |             | Játékvezető: Nicole Hertrich |
| 24:24 – Pelttari | 1–0         |                                                |             | Játékvezető: Nicole Hertrich |
| | 1–1         | Rooth (Jordansson, Eliasson) (PP) – 34:24      |             | Játékvezető: Nicole Hertrich |
| 36:02 – Karvinen (Välimäki) | 2–1         |                                                |             | Játékvezető: Nicole Hertrich |
| | 2–2         | Rundqvist (G. Andersson, Holmlöv) (PP) – 45:09 |             |                              |
| 62:33 – Rantamäki (Tuominen, Hiirikoski) | 3–2         |                                                |             |                              |

### Döntő
| 2010. február 25. 15:30 | Kanada (CAN) | 2–0 (2–0, 0–0, 0–0) | Egyesült Államok (USA) | Canada Hockey Place, Vancouver Nézőszám: 16 805 |

| Jegyzőkönyv                                                                        | Jegyzőkönyv      | Jegyzőkönyv | Jegyzőkönyv   | Jegyzőkönyv            |
| ---------------------------------------------------------------------------------- | ---------------- | ----------- | ------------- | ---------------------- |
|                                                                                    | Shannon Szabados | Kapusok     | Jessie Vetter | Játékvezető: Aina Høve |
| \| Poulin (Botterill) – 13:55 \| 1–0 \| \| \| Poulin (Agosta) – 16:50 \| 2–0 \| \| |                  |             |               | Játékvezető: Aina Høve |
| 12 perc                                                                            | Büntetések       | 10 perc     |               | Játékvezető: Aina Høve |
| 18                                                                                 | Lövések          | 21          |               | Játékvezető: Aina Høve |
| Poulin (Botterill) – 13:55                                                         | 1–0              |             |               | Játékvezető: Aina Høve |
| Poulin (Agosta) – 16:50                                                            | 2–0              |             |               | Játékvezető: Aina Høve |

| A 2010. évi téli olimpiai játékok női jégkorongtornájának olimpiai bajnoka |
| · KANADA · 3. cím                                                          |
| -------------------------------------------------------------------------- |

## Statisztikák

### Sorrend
Minden pozícióért játszanak helyosztót.
A hazai csapat eltérő háttérszínnel kiemelve.
| Helyezés | Nemzet                 | M | Gy | HGy | HV | V | G+ | G- | Gk  | P  |
| -------- | ---------------------- | - | -- | --- | -- | - | -- | -- | --- | -- |
| Arany    | Kanada (CAN)           | 5 | 5  | 0   | 0  | 0 | 48 | 2  | +46 | 15 |
| Ezüst    | Egyesült Államok (USA) | 5 | 4  | 0   | 0  | 1 | 40 | 4  | +36 | 12 |
| Bronz    | Finnország (FIN)       | 5 | 2  | 1   | 0  | 2 | 10 | 15 | -5  | 8  |
| 4.       | Svédország (SWE)       | 5 | 2  | 0   | 1  | 2 | 13 | 27 | -14 | 7  |
|          |                        |   |    |     |    |   |    |    |     |    |
| 5.       | Svájc (SUI)            | 5 | 2  | 1   | 0  | 2 | 14 | 16 | -2  | 8  |
| 6.       | Oroszország (RUS)      | 5 | 2  | 0   | 1  | 2 | 8  | 23 | -15 | 7  |
| 7.       | Kína (CHN)             | 5 | 1  | 0   | 0  | 4 | 6  | 23 | -17 | 3  |
| 8.       | Szlovákia (SVK)        | 5 | 0  | 0   | 0  | 5 | 7  | 36 | -29 | 0  |

### Kanadai táblázat
| Helyezés | Játékos                   | Játszott mérkőzés | Gól | Gólpassz | Pont | Kiállítás | +/- |
| -------- | ------------------------- | ----------------- | --- | -------- | ---- | --------- | --- |
| 1        | Meghan Agosta (CAN)       | 5                 | 9   | 6        | 15   | 2         | +14 |
| 2        | Jayna Hefford (CAN)       | 5                 | 5   | 7        | 12   | 8         | +15 |
| 3        | Stefanie Marty (SUI)      | 5                 | 9   | 2        | 11   | 6         | +4  |
| 4        | Jenny Potter (USA)        | 5                 | 6   | 5        | 11   | 0         | +8  |
| 5        | Natalie Darwitz (USA)     | 5                 | 4   | 7        | 11   | 0         | +6  |
| 6        | Caroline Ouellette (CAN)  | 5                 | 2   | 9        | 11   | 2         | +12 |
| 6        | Hayley Wickenheiser (CAN) | 5                 | 2   | 9        | 11   | 0         | +14 |
| 8        | Cherie Piper (CAN)        | 5                 | 5   | 5        | 10   | 0         | +12 |
| 9        | Monique Lamoureux (USA)   | 5                 | 4   | 6        | 10   | 2         | +7  |
| 10       | Kelli Stack (USA)         | 5                 | 3   | 5        | 8    | 2         | +4  |
| 10       | Sarah Vaillancourt (CAN)  | 5                 | 3   | 5        | 8    | 6         | +7  |

Mesterhármast elért játékosok
- Meghan Agosta (CAN) (2x)
- Jayna Hefford (CAN)
- Pernilla Winberg (SWE)
- Stefanie Marty (SUI) (2x)
- Monique Lamoureux (USA)
- Jenny Potter (USA) (2x)

### Kapusteljesítmény
Az alábbi táblázatban azok a kapusok szerepelnek, akik a saját csapatuk játékidejének legalább 40%-ában voltak a pályán.
| Helyezés | Kapus                    | M | Perc   | KG | Átlag | %     | V   |
| -------- | ------------------------ | - | ------ | -- | ----- | ----- | --- |
| 1        | Shannon Szabados (CAN)   | 3 | 180:00 | 1  | 0.33  | 98.04 | 50  |
| 2        | Jessie Vetter (USA)      | 4 | 239:50 | 3  | 0.75  | 95.77 | 68  |
| 3        | Florence Schelling (SUI) | 5 | 301:55 | 16 | 3.18  | 90.91 | 160 |
| 4        | Irina Gasennyikova (RUS) | 4 | 250:00 | 10 | 2.40  | 90.20 | 92  |
| 5        | Shi Yao (CHN)            | 5 | 247:53 | 19 | 4.60  | 88.82 | 151 |

Kapott gólok nélküli mérkőzések (shotout)
- Kim St-Pierre (CAN)
- Shannon Szabados (CAN) (2x)
- Kim Martin (SWE)
- Florence Schelling (SUI)
- Jessie Vetter (USA) (2x)